# Яснополянский сельсовет (Алтайский край)
Яснополянский сельсовет — упразднённое сельское поселение и административно-территориальное образование в Ребрихинском районе Алтайского края России. 
Административный центр — село Ясная Поляна.

## География
Яснополянский сельсовет   занимает территорию  221 км² ( район- 2,7 тыс.кв. км ) около 8  % территории района. 

## История
5 июня 2019 года Яснополянский сельсовет включён в Ребрихинский сельсовет.

## Население
| 1997 | 1998 | 1999 | 2000 | 2001 | 2002 | 2003 | 2004 | 2005 |
| ---- | ---- | ---- | ---- | ---- | ---- | ---- | ---- | ---- |
| 807  | ↗810 | ↘807 | ↘797 | ↘779 | ↘747 | ↘740 | ↘710 | ↘695 |
| 2006 | 2007 | 2008 | 2009 | 2010 | 2011 | 2012 | 2013 | 2014 |
| ↗696 | ↘674 | ↘664 | ↗718 | ↘595 | ↘594 | →594 | ↘577 | ↘561 |
| 2015 | 2016 | 2017 | 2018 | 2019 |      |      |      |      |
| ↘542 | ↘520 | ↘509 | ↘492 | ↘480 |      |      |      |      |

В последние годы в  муниципальном образовании  наблюдается отрицательная демографическая тенденция – число умерших в 2008-2012 годах в 2,1 раза превышает число родившихся, а в 2008 году в 7 раз. Происходит процесс уменьшения всех возрастных категорий населения, при этом, наиболее интенсивный – детей, в среднем на 8,1%. Происходит процесс старения населения, уменьшается численность трудоспособного и детского населения при росте численности населения старших возрастов. 
Гендерный состав
По результатам Всероссийской переписи населения 2010 года, численность населения муниципального образования составила 595 человек, в том числе 287 мужчин и 308 женщин. 
Удельный вес женского населения  в 2012 году составляет 51,5%.

## Населённые пункты
- посёлок Верх-Боровлянка,
- село Ясная Поляна.

В 1982 году упразднён посёлок Куличиха.